# NGC 6214
NGC 6214 este o galaxie situată în constelația Dragonul. A fost descoperită în 2 august 1884 de către Lewis A. Swift. Se află la o distanță de 108,64 megaparseci de Pământ.